# عايدة فهمي
عايدة فهمي (31 مارس 1917 - بعد 2001)، نقابية عمالية مصرية. هي أول عاملة تصبح عضو مجلس إدارة نقابة عمالية، وكانت من أوائل المطالبين بالمساواة بين الرجال والنساء في الأجور. وقد كانت من أوائل المطالبين بالمساواة بين الرجال والنساء في الأجور.

## سيرتها
ولدت عايدة‌ فهمي في 31 مارس 1918 في حي السيدة زينب| بالقاهرة. حصلت علی ليسانس الحقوق ماجستير في القانون بعد رحلة كفاح بدأتها 1937.
هي أول عاملة تصل لعضوية مجلس إدارة نقابة عمالية في مصر (مصر للبترول) 1946. عينت سكرتير عام لنقابة شل بالانتخاب 1952. اقترحت إصدار مشروع قانون بتعديل قانون 1933 لتشغيل النساء وطالبت بالتأمين الصحي وتخفيض ساعات العمل. مثلت مصر في أول مؤتمر للبترول بالجامعة العربية 1959، ومثلت عمال مصر في وفدها الرسمي لمؤتمر التضامن الآسيوي - الأفريقي 1958. رشحت نفسها لانتخابات مجلس الشعب عن دائرة ابن الرشيد ولم يحالفها التوفيق. عضو الصالون النسائي الأدبي. كرمتها سوزان مبارك والاتحاد العام لنقابات العمال في أول احتفال بعيد المرأة المصرية 1994-1995.